# Bergrennen Sierra-Montagna 1964

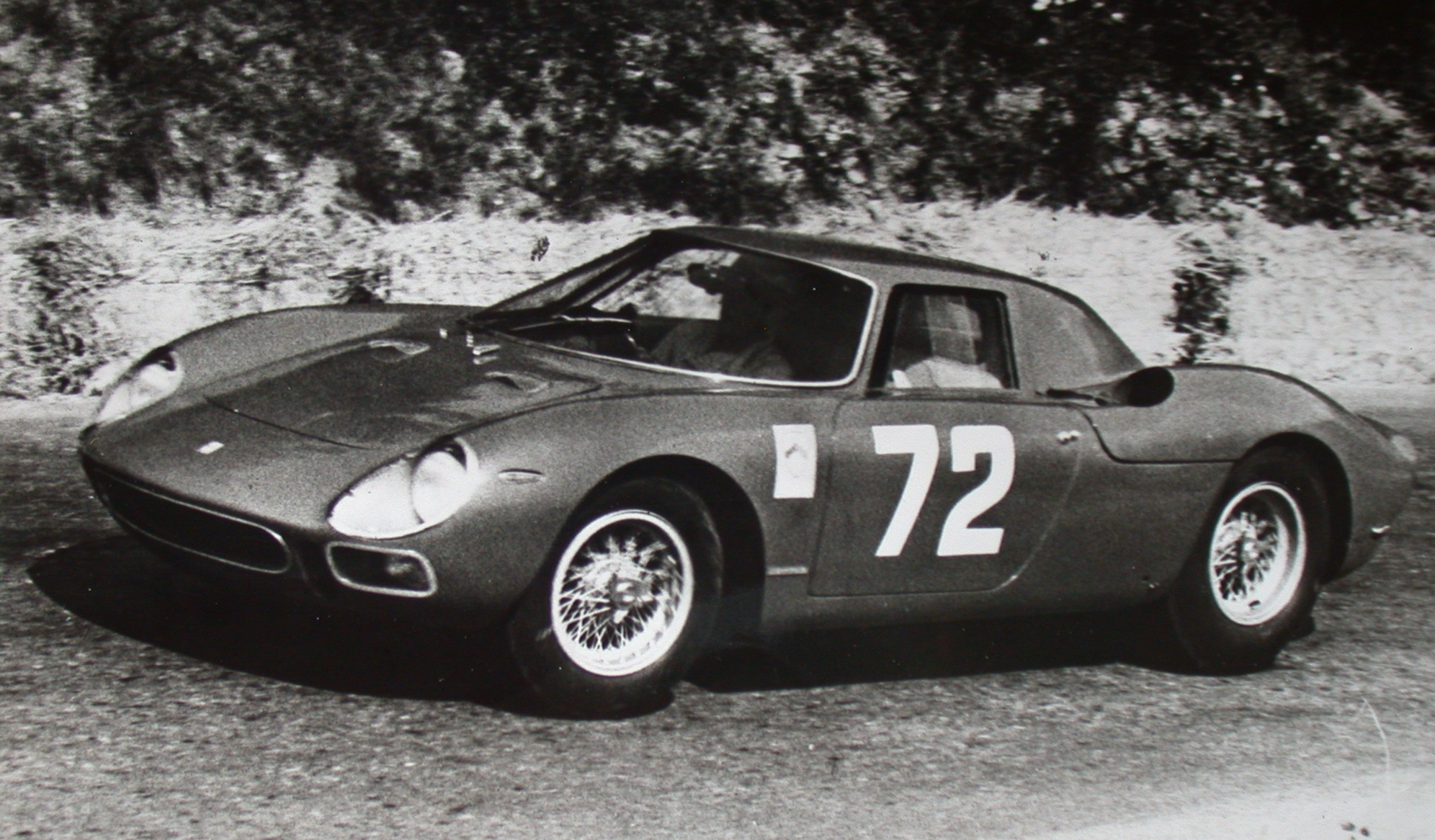
Ludovico Scarfiotti bei seiner Siegesfahrt im Ferrari 250LM

Das Bergrennen Sierra-Montagna 1964, auch Grosser Bergpreis der Schweiz, Sierre-Montagna-Crans, war ein Bergrennen, das am 30. August 1964 stattfand. Das Rennen war der 14. Wertungslauf der Sportwagen-Weltmeisterschaft und das siebte Rennen der Europa-Bergmeisterschaft dieses Jahres. 

## Das Rennen
Das Rennen in Crans-Montana war 1964 bereits das vierte Bergrennen das sowohl ein Wertungslauf der Europa-Bergmeisterschaft als auch der Sportwagen-Weltmeisterschaft war. Nach Erfolgen von Odoardo Govoni auf Maserati Tipo 60 beim Bergrennen Consuma und Edgar Barth auf dem Rossfeld und in Freiburg-Schauinsland, gab es in der Schweiz einen Doppelsieg der Scuderia Filipinetti. Ludovico Scarfiotti siegte auf einem Ferrari 250LM vor seinem Teamkollegen  Herbert Müller, der das Rennen auf einem Porsche 904/8 bestritt.

## Ergebnisse

### Schlussklassement
| 1               | S + 3.0  | 72  | Scuderia Filipinetti              | Ludovico Scarfiotti               | Ferrari 250LM                | 0:13:26,000 |
| 2               | S 2.0    | 63  | Scuderia Filipinetti              | Herbert Müller                    | Porsche 904/8                | 0:13:38,600 |
| 3               | R        |     |                                   | Jean-Claude Rudaz                 | Cooper                       | 0:13:46,600 |
| 4               | GT 2.0   | 140 | Abarth                            | Franco Patria                     | Abarth-Simca 2000 GT         | 0:13:52,700 |
| 5               | GT + 4.0 | 176 | Shelby American                   | Bob Bondurant                     | Shelby Cobra Roadster        | 0:13:54,000 |
| 6               | GT 2.0   | 141 | Abarth                            | Hans Herrmann                     | Abarth-Simca 2000 GT         | 0:13:55,800 |
| 7               | R        |     |                                   | Charles Vögele                    | Brabham                      | 0:13:56,900 |
| 8               | GT + 4.0 | 177 | Shelby American                   | Jo Schlesser                      | Shelby Cobra                 | 0:13:59,600 |
| 9               | GT 2.0   | 146 | Scuderia Filipinetti              | André Knörr                       | Porsche 904 GTS              | 0:14:02,300 |
| 10              | R        |     |                                   | Jack Brabham                      | Brabham                      | 0:14:02,800 |
| 11              | GT + 4.0 | 175 | Shelby American                   | Jochen Neerpasch                  | Shelby Cobra                 | 0:14:04,000 |
| 12              | GT 2.0   | 142 | Abarth                            | Herbert Demetz                    | Abarth-Simca 2000 GT         | 0:14:10,500 |
| 13              | S + 3.0  | 74  | Edgar Berney                      | Edgar Berney                      | Iso Grifo A3C                | 0:14:11,900 |
| 14              | S 2.0    | 64  | Anton Fischhaber                  | Anton Fischhaber                  | Lotus 23                     | 0:14:14,300 |
| 15              | GT 2.0   | 147 | Heini Walter                      | Heini Walter                      | Porsche 904 GTS              | 0:14:17,600 |
| 16              | S 1.6    | 55  | Karl Foitek                       | Karl Foitek                       | Lotus 23                     | 0:14:23,600 |
| 17              | GT 2.0   | 144 | Basilisk                          | Hans Kühnis                       | Abarth-Simca 2000 GT         | 0:14:24,000 |
| 18              | S 2.0    | 62  | Sepp Greger                       | Sepp Greger                       | Elva Mk.7                    | 0:14:33,500 |
| 19              | GT 2.0   | 148 | Biennoise                         | Hans-Peter Bigler                 | Porsche 904 GTS              | 0:14:41,100 |
| 20              | S + 3.0  | 71  | ÖASC                              | Gotfrid Köchert                   | Ferrari 250LM                | 0:14:43,700 |
| 21              | S 1.0    | 43  | ÖASC                              | Walter Schatz                     | Lotus 23                     | 0:14:57,700 |
| 22              | GT 3.0   | 159 | Pierre Sudan                      | Pierre Sudan                      | Ferrari 250 GTO              | 0:15:06,800 |
| 23              | GT 1.3   | 113 | André Wicky                       | Denis Borel                       | Abarth-Simca 1300 Bialbero   | 0:15:08,600 |
| 24              | GT 1.6   | 120 | Nord                              | Jean-Paul Humberset               | Lotus Elan                   | 0:15:10,000 |
| 25              | S 1.0    | 40  | Tartaruga                         | Peter Ettmüller                   | Fiat-Abarth 1000 MC          | 0:15:10,100 |
| 26              | S 1.3    | 48  | Karl Foitek                       | Franz Schaffhauser                | Lola MK1                     | 0:15:16,600 |
| 27              | GT 1.3   | 115 | Karl Foitek                       | Peter Maron                       | Abarth-Simca 1300 Bialbero   | 0:15:29,500 |
| 28              | S 1.6    | 127 | Charly Bonvin                     | Charly Bonvin                     | Lotus Elan                   | 0:15:30,400 |
| 29              | R 2.0    | 62  | Joe Zuccatti                      | Joe Zuccatti                      | Porsche 718 RS               | 0:15:35,300 |
| 30              | GT 1.6   | 132 | Lions                             | Charly Cuénoud                    | Porsche 356 Carrera          | 0:15:38,800 |
| 31              | GT 3.0   | 163 | Walter Ringgenberg                | Walter Ringgenberg                | Ferrari 250 GT               | 0:15:40,400 |
| 32              | GT 1.3   | 112 | Karl Foitek                       | Roland Stierli                    | Abarth-Simca 1300 Bialbero   | 0:15:41,200 |
| 33              | GT 3.0   | 162 | Biennoise                         | Daniel Siebenmann                 | Ferrari 250 GT               | 0:15:43,200 |
| 34              | R 2.0    | 51  | Troisime Etoiles                  | Roger Rey                         | Osca 2000S                   | 0:15:53,900 |
| 35              | GT 1.6   | 122 | Peter Boner                       | Peter Boner                       | Lotus Elan                   | 0:15:57,300 |
| 36              | GT 3.0   | 161 | Charly Müller                     | Charly Müller                     | Ferrari 250 GT Lusso         | 0:16:00,300 |
| 37              | GT 2.0   | 149 | Antonin Chalut                    | Antonin Chalut                    | Porsche 904 GTS              | 0:16:10,500 |
| 38              | GT 1.6   | 128 | Dmitri Nabokov                    | Dmitri Nabokov                    | Alfa Romeo Giulia TZ         | 0:16:13,400 |
| 39              | GT 3.0   | 158 | Leman                             | Armand Boller                     | Ferrari 250 GTO              | 0:16:15,500 |
| 40              | GT 1.6   | 113 | Hermann Binder                    | Hermann Binder                    | Porsche 356B                 | 0:16:16,600 |
| 41              | R + 2.0  | 69  | Clive Aston                       | Clive Aston                       | Aston Martin DB3S            | 0:16:21,700 |
| 42              | GT 2.0   | 150 | Carrera Lions                     | René Froidevaux                   | Porsche 356B 2000 GS         | 0:16:27,200 |
| 43              | GT 4.0   | 171 | Hans Olsen                        | Hans Olsen                        | Jaguar E-Type                | 0:16:27,600 |
| 44              | GT 1.6   | 123 | Leman                             | Henri Bürgisser                   | Lotus Elan                   | 0:16:33,300 |
| 45              | GT 3.0   | 167 | Romande                           | Daniel Pache                      | Mercedes-Benz 300 SL         | 0:16:33,800 |
| 46              | S 1.3    | 49  |                                   | Tim Cash                          | Elva Mk.7                    | 0:16:34,300 |
| 47              | S 1.0    | 41  | Tartaruga                         | Emil Knecht                       | Lotus 23                     | 0:16:44,200 |
| 48              | GT 3.0   | 164 | “Orlando”                         | “Orlando”                         | Ferrari 250 GT               | 0:16:45,000 |
| 49              | GT 1.6   | 134 | Troisime Etoiles                  | Fernand Duzzex                    | Porsche 356 Super 90         | 0:16:46,700 |
| 50              | GT 1.6   | 135 | Alain Bernardo                    | Alain Bernardo                    | Porsche 356 Super 90         | 0:17:00,200 |
| 51              | R + 2.0  | 70  | Thomas Rose                       | Thomas Rose                       | Aston Martin DB3S            | 0:17:07,500 |
| 52              | GT 1.15  | 103 | Leyland Switzerland               | Walter Rheiner                    | Triumph Spitfire             | 0:17:09,300 |
| 53              | GT 1.15  | 104 | Leyland Switzerland               | Ruedi Binder                      | Triumph Spitfire             | 0:17:12,800 |
| 54              | GT 700   | 80  | Caposcarico                       | Hans Affentranger                 | Fiat-Abarth 700 Bialbero     | 0:17:13,700 |
| 55              | GT 700   | 81  | Caposcarico                       | Joseph Egli                       | Fiat-Abarth 700 Bialbero     | 0:17:15,500 |
| 55              | GT 1.3   | 110 | Arnaldo Maestrini                 | Arnaldo Maestrini                 | Lotus Elite                  | 0:17:15,500 |
| 57              | GT 1.6   | 126 | Edouard Wahl                      | Edouard Wahl                      | Lotus Elan                   | 0:17:17,600 |
| 58              | GT 1.6   | 126 | Rico Kurrus                       | Rico Kurrus                       | Porsche 356 Super 90         | 0:17:18,500 |
| 59              | GT 2.0   | 152 | Lions                             | René Froidevaux                   | Porsche 356B 2000 GS Carrera | 0:17:19,300 |
| 60              | GT 4.0   | 170 | Ernst Brem                        | Ernst Brem                        | Jaguar E-Type                | 0:17:22,300 |
| 61              | GT 1.15  | 99  | Lions                             | Jean-Claude Gret                  | René Bonnet Djet             | 0:17:25,200 |
| 62              | GT 1.15  | 102 | Leyland Switzerland               | Peter Lear                        | Triumph Spitfire             | 0:17:25,300 |
| 63              | GT 1.15  | 106 | Leyland Switzerland               | Antonio Laghi                     | Triumph Spitfire             | 0:17:27,100 |
| 64              | GT 3.0   | 157 | Michel Pilet                      | Michel Pilet                      | Triumph TR4                  | 0:17:57,700 |
| 65              | GT 3.0   | 160 | Karl Stewart Richardson           | Karl Stewart Richardson           | Ferrari 250 GT               | 0:18:04,900 |
| 66              | GT 1.15  | 107 | Oskar Müller                      | Oskar Müller                      | Triumph Spitfire             | 0:18:13,100 |
| 67              | GT 2.0   | 154 | Mario Polla                       | Mario Polla                       | MGB                          | 0:18:15,400 |
| 68              | GT 1.15  | 101 | Humoristica                       | Remi Peterelli                    | Abarth-Simca 1150            | 0:18:17,400 |
| 69              | GT 1.15  | 108 | Leman                             | Fred Gysler                       | Triumph Spitfire             | 0:18:58,300 |
| 70              | GT 700   | 82  | Basilea                           | Jürgen Pauli                      | BMW 700S                     | 0:19:27,500 |
| 71              | GT 700   | 78  | Meute                             | Michel Christen                   | NSU Prinz                    | 0:19:31,000 |
| 72              | GT 1.6   | 138 | Lions                             | Roger Cavadini                    | MGA                          | 0:20:09,600 |
| 73              | GT 700   | 85  | Bruno Huber                       | Bruno Huber                       | NSU Prinz                    | 0:20:25,400 |
| 74              | S 1.0    | 42  | Bernoise                          | Bernhard Holzer                   | Fiat-Abarth Special          | 0:20:40,700 |
| Ausgefallen     |          |     |                                   |                                   |                              |             |
| 75              | S 2.0    | 60  | Porsche System                    | Edgar Barth                       | Porsche 718 RS Spyder        | 0:06:43,100 |
| 76              | S 1.3    | 47  | Maurice Scemama                   | Maurice Scemama                   | Elva Mk 4                    |             |
| 77              | R 1.6    | 52  | Geneve Groupe Competition         | Renaud Zwissig                    | Lotus Super Seven            |             |
| 78              | S 2.0    | 65  | Peter Westbury                    | David Good                        | Lotus 23B                    |             |
| 79              | GT 700   | 77  | Leman                             | Edwin Heusser                     | NSU Prinz                    |             |
| 80              | GT 1.15  | 98  | Tartaruga                         | Georges Theiler                   | René Bonnet GT               |             |
| 81              | GT 1.6   | 129 | Lemans                            | Charles Ramu-Caccia               | Alfa Romeo Giulia TZ         |             |
| 82              | GT 1.6   | 137 | Lions                             | Jean Buol                         | Porsche 356 S95              |             |
| 83              | GT 2.0   | 145 | Troisime Etoiles                  | Jean Zufferey                     | Abarth-Simca 2000 GT         |             |
| Nicht gestartet |          |     |                                   |                                   |                              |             |
| 84              | GT 1.0   | 90  | Bodania                           | Theo Hofer                        | Fiat-Abarth 1000 Bialbero    | 1           |
| 85              | GT 1.0   | 92  | Humoristica                       | Ulrich Eggenberger                | Fiat-Abarth 1000 Bialbero    | 2           |
| 86              | GT 1.0   | 92  | Biennoise                         | Gustav Schlup                     | Fiat-Abarth 1000 Bialbero    | 3           |
| 87              | GT 1.15  | 100 | Walter Egger                      | Walter Egger                      | René Bonnet Djet             | 4           |
| 88              | GT 1.6   | 130 |                                   | Karl Federhofer                   | René Bonnet Djet             | 5           |
| 89              | GT 1.6   | 131 | Gabriel Lanzo Wambolt von Umstadt | Gabriel Lanzo Wambolt von Umstadt | Porsche 356B Carrera         | 6           |
| 90              | GT 3.0   | 166 | Rudy Kraus                        | Rudy Kraus                        | Mercedes-Benz 300 SL         | 7           |
| 91              | GT + 4.0 | 178 | Karl Foitek                       | Edwin Haessig                     | Chevrolet Corvette           | 8           |

1 nicht gestartet
2 nicht gestartet
3 nicht gestartet
4 nicht gestartet
5 nicht gestartet
6 nicht gestartet
7 nicht gestartet
8 nicht gestartet

### Nur in der Meldeliste
Hier finden sich Teams, Fahrer und Fahrzeuge, die ursprünglich für das Rennen gemeldet waren, aber aus den unterschiedlichsten Gründen daran nicht teilnahmen.
| Pos. | Klasse  | Nr. | Team                | Fahrer            | Chassis                    |
| ---- | ------- | --- | ------------------- | ----------------- | -------------------------- |
| 92   | S 1.0   | 44  | Alpine              |                   | Alpine M63                 |
| 93   | S 1.3   | 46  | Dieter Spoerry      | Dieter Spoerry    | Osca 1100 RS               |
| 94   | S 1.6   | 53  | Biennoise           | Robert Huber      | Lotus 23B                  |
| 95   | S 1.6   | 54  | Arthur Blank        | Arthur Blank      | Brabham                    |
| 96   | S 1.6   | 56  | Trois Chevrons      | Benito Sechi      | Elva Mk.7                  |
| 97   | S 2.0   | 66  | Arthur Owen         | Arthur Owen       | Brabham Sport              |
| 98   | S 3.0   | 68  | Roba                | Fritz Baumann     | Lotus 23                   |
| 99   | GT 700  | 79  | Jack Brabham        |                   | Honda S600                 |
| 100  | GT 700  | 83  | Leman               |                   | BMW 700S                   |
| 101  | GT 700  | 84  | Leman               | Jean Schaffter    | BMW 700S                   |
| 102  | GT 1.0  | 89  | Meute               | Gerald Battiaz    | René Bonnet Missile        |
| 103  | GT 1.0  | 91  | Meute               | Rolando Vaglio    | Fiat-Abarth 1000 Bialbero  |
| 104  | GT 1.15 | 97  | Alpine              |                   | Alpine A110                |
| 105  | GT 1.15 | 105 | Leyland Switzerland | Peter Benz        | Triumph Spitfire           |
| 106  | GT 1.3  | 111 | Charles Graemiger   | Charles Graemiger | Lotus Elite                |
| 107  | GT 1.3  | 114 | Basilea             | Renato Maggiorini | Abarth-Simca 1300 Bialbero |
| 108  | GT 1.6  | 121 | Andreas Eichhorn    | Andreas Eichhorn  | Lotus Elan                 |
| 109  | GT 1.6  | 124 | Corsaires           | Francois Brelaz   | Lotus Elan                 |
| 110  | GT 1.6  | 125 | Troisime Etoiles    | Alain Revaz       | Lotus Elan                 |
| 111  | GT 2.0  | 143 | Abarth              |                   | Abarth-Simca 2000 GT       |
| 112  | GT 2.0  | 151 | Lions               | Willy Meier       | Porsche 356B Carrera       |
| 113  | GT 2.0  | 153 | Fribourgeoise       | Michel Niquille   | Porsche 356B Carrera       |
| 114  | GT 3.0  | 165 | Frederic Burger     | Frederic Burger   | Ferrari 250 GT             |
| 115  | GT 4.0  | 172 | Mordus              | Edgar Schoop      | Jaguar E-Type              |

### Klassensieger
| Klasse   | Fahrer                  | Fahrzeug                   | Platzierung im Gesamtklassement |
| -------- | ----------------------- | -------------------------- | ------------------------------- |
| S + 3.0  | Ludovico Scarfiotti     | Ferrari 250LM              | Gesamtsieg                      |
| S 2.0    | Herbert Müller          | Porsche 904/8              | Rang 2                          |
| S 1.6    | Karl Foitek             | Lotus 23                   | Rang 16                         |
| S 1.3    | Franz Schaffhauser      | Lola MK1                   | Rang 26                         |
| S 1.0    | Walter Schatz           | Lotus 23                   | Rang 21                         |
| R + 2.0  | Clive Aston             | Aston Martin DB3S          | Rang 41                         |
| R 2.0    | Joe Zuccatti            | Porsche 718 RS             | Rang 29                         |
| R 1.6    | kein Teilnehmer im Ziel |                            |                                 |
| R        | Jean-Claude Rudaz       | Cooper                     | Rang 3                          |
| GT + 4.0 | Bob Bondurant           | Shelby Cobra Roadster      | Rang 5                          |
| GT 4.0   | Hans Olsen              | Jaguar E-Type              | Rang 43                         |
| GT 3.0   | Pierre Sudan            | Ferrari 250 GTO            | Rang 22                         |
| GT 2.0   | Franco Patria           | Abarth-Simca 2000 GT       | Rang 5                          |
| GT 1.6   | Jean-Paul Humberset     | Lotus Elan                 | Rang 24                         |
| GT 1.3   | Denis Borel             | Abarth-Simca 1300 Bialbero | Rang 23                         |
| GT 1.15  | Walter Rheiner          | Triumph Spitfire           | Rang 52                         |
| GT 1.0   | kein Teilnehmer im Ziel |                            |                                 |
| GT 700   | Hans Affentranger       | Fiat-Abarth 700 Bialbero   | Rang 54                         |

### Renndaten
- Gemeldet: 115
- Gestartet: 83
- Gewertet: 74
- Rennklassen: 18
- Zuschauer: unbekannt
- Wetter am Renntag: warm und trocken
- Streckenlänge: 11,000 km
- Fahrzeit des Siegerteams: 0:13:26,000 Stunden
- Gesamtrunden des Siegerteams: 2
- Gesamtdistanz des Siegerteams: 22,000 km
- Siegerschnitt: 98,263 km/h
- Pole Position: keine
- Schnellste Rennrunde: Ludovico Scarfiotti – Ferrari 250LM (#72) – 6:40,700 = 98,827 km/h
- Rennserie: 14. Lauf zum Sportwagen-Weltmeisterschaft 1964
- Rennserie: 7. Lauf zum Europa-Bergmeisterschaft 1964